# Room for Squares
Room for Squares es el álbum debut del músico estadounidense John Mayer, lanzado el 18 de septiembre de 2001, a través de Columbia Records en Estados Unidos. Originalmente lanzado de forma independiente a través de Aware Records el 5 de junio de 2001, el álbum llegó al puesto número 9 de la lista Billboard 200. Tras su lanzamiento, Room for Squares recibió críticas positivas de los críticos musicales y Mayer ganó un premio Grammy en la categoría de Mejor Actuación Pop Masculina por el sencillo "Your Body Is a Wonderland". Permanece como el álbum más vendido del artista hasta la fecha, con ventas de más de 4,308,000 copias en Estados Unidos a julio de 2009.

## Historia
El título del álbum es una referencia al álbum de Hank Mobley, No Room for Squares. Todas las canciones del álbum fueron compuestas por Mayer; tres canciones, "No Such Thing", "Neon" y "Love Song for No One", fueron coescritas con Clay Cook. Las primeras dos de éstas, junto a "My Stupid Mouth" y "Back to You", originalmente aparecieron en el EP de Mayer en 1999, Inside Wants Out.
A través de constantes conciertos, incluyendo en el área de Atlanta, en el club Eddie's Attic, la reputación de Mayer comenzó a crecer y en marzo de 2000 apareció en el festival South by Southwest Music Festival, lo que atrajo la atención del sello discográfico, Aware Records. Después de incluirlo en el show Aware Festival y teniendo estas canciones incluidas en las compilaciones de Aware, a comienzos del 2001, Aware lanzó Room for Squares como un álbum de internet solamente. Durante ese tiempo, Aware firmó un contrato con Columbia Records que le dio a Columbia por primera vez en firmar con artistas de Aware, y en septiembre del mismo año, Columbia remixó y relanzó Room for Squares. Como parte del sello "debut", el trabajo del álbum fue renovado, y la canción "3x5" fue agregada, que no aparecía en el original ya que la grabación no estaba completada en ese momento. El relanzamiento incluía versiones de estudios vueltas a hacer de sus primeras cuatro canciones de su álbum indie, Inside Wants Out. La portada del lanzamiento reciente de Room for Squares aparece una tabla periódica comenzando desde la cubierta posterior, que sigue en la cubierta frontal, terminando en el lado derecho.
El álbum era relativamente desconocido en su momento de lanzamiento, pero se conoció mucho más a través del boca a boca y por las giras de John. Al final del 2002, Room for Squares había dado lugar varios éxitos en las radios, incluyendo "No Such Thing", "Your Body Is a Wonderland", y en última instancia, "Why Georgia" (sólo como sencillo en radios).
A finales de 2002, Room for Squares había dado lugar en varias radios, incluyendo "No Such Thing (canción de John Mayer)", "Your Body Is a Wonderland" y, últimamente, "Why Georgia", que fue lanzado como CD sencillo seis semanas antes del álbum siguiente, Heavier Things, que fue lanzado en el 2003.
En 2003, Mayer ganó un premio Grammy por Mejor Interpretación Masculina de Pop por "Your Body Is a Wonderland". En su discurso, él dijo, "Esto es muy, muy rápido, y prometo ponerme al día." Se refirió a sí mismo por tener dieciséis, un comentario que confundió a muchos a decir que él sólo tenía dieciséis años en ese tiempo.

## Recepción
Anthony Decurtis (de Rolling Stone) le dio al álbum cuatro de cinco estrellas, llamándolo "irresistible". PopMatters le dio una crítica desfavorable, diciendo "No ofende, ni tampoco hace intento de hacerse demasiado emocionante para la mayor parte." Robert Christgau simpatizó con PopMatters en lo negativo del álbum, criticando su composición lírica (específicamente, la letra "She keeps a toothbrush at my place/As if I Had the extra space" de "City Love", traducción: "Ella mantiene un cepillo de dientes en mi casa/Como sí yo tuviera un espacio extra").

## Lista de canciones
| Versión 0riginal |                             |                              |          |  |
| N.º              | Título                      | Escritor(es)                 | Duración |  |
| 1.               | «No Such Thing»             | Mayer, Cook                  | 3:51     |  |
| 2.               | «Why Georgia»               | Mayer                        | 4:28     |  |
| 3.               | «My Stupid Mouth»           | Mayer                        | 3:45     |  |
| 4.               | «Your Body Is A Wonderland» | Mayer                        | 4:08     |  |
| 5.               | «Neon»                      | Mayer, Cook, Maurice le Cerf | 3:49     |  |
| 6.               | «City Love»                 | Mayer                        | 4:00     |  |
| 7.               | «83»                        | Mayer                        | 4:51     |  |
| 8.               | «Love Song For No One»      | Mayer, Cook                  | 3:21     |  |
| 9.               | «Back To You»               | Mayer                        | 4:01     |  |
| 10.              | «Great Indoors»             | Mayer                        | 3:36     |  |
| 11.              | «Not Myself»                | Mayer                        | 3:36     |  |
| 12.              | «St. Patrick's Day»         | Mayer                        | 5:21     |  |
| 48:47            |                             |                              |          |  |

| Columbia re-release |                             |              |          |  |
| N.º                 | Título                      | Escritor(es) | Duración |  |
| 4.                  | «Your Body Is A Wonderland» | Mayer        | 4:09     |  |
| 5.                  | «Neon»                      | Mayer, Cook  | 4:22     |  |
| 6.                  | «City Love»                 | Mayer        | 4:00     |  |
| 7.                  | «83»                        | Mayer        | 4:51     |  |
| 8.                  | «3x5»                       | Mayer        | 4:50     |  |
| 9.                  | «Love Song For No One»      | Mayer, Cook  | 3:21     |  |
| 10.                 | «Back To You»               | Mayer        | 4:01     |  |
| 11.                 | «Great Indoors»             | Mayer        | 3:36     |  |
| 12.                 | «Not Myself»                | Mayer        | 3:36     |  |
| 13.                 | «Blank track»               |              | 0:00     |  |
| 14.                 | «St. Patrick's Day»         | Mayer        | 5:21     |  |
| 54:11               |                             |              |          |  |

| United States Columbia Bonus Disc |                                                                                  |          |  |
| N.º                               | Título                                                                           | Duración |  |
| 11.                               | «Lenny» (Cover en vivo de Stevie Ray Vaughan en X Lounge)                        |          |  |
| 12.                               | «The Wind Cries Mary» (Cover en vivo de The Jimi Hendrix Experience en X Lounge) |          |  |

## Personal
Todos los números de las canciones se correlacionan con los del relanzamiento de Columbia del álbum.
Músicos
- John Mayer - voz; guitarras; sintetizador Korg Triton en pistas 1, 4, 7, 10 y 1; piano y vibráfono en pista 4; vibraslap en pista 7; percusión en canción 11
- David LaBruyere - bajo en todas las pistas
- Nir Z - batería en pistas 1, 2, 3, 4, 5, 7, 9 y 13
- Brandon Bush - Órgano Hammond en pistas 1, 2, 3, 7, 9 y 13; piano eléctrico Wurlitzer en pistas 1, 4, 6 y 9; piano Rhodes en pistas 5 y 13; mellotron en pistas 12 y 13
- John Alagia - percusión en pistas 1, 2, 3, 4, 5, 8 y 9; guitarras en pistas 5 y 9; órgano Hammond en pista 4; cascabeles en "St. Patrick's Day"; producción; mezcla en canciones 2, 5, 6, 11, 12 y 13; ingeniería
- Clay Cook - coros en pista 2, 5 y 9
- Doug Derryberry - coros en pistas 5 y 9
- Chris Fisher - congas en pista 4
- Carole Rabinowitz - chelo en pista 6
- Jon Catchings - chelo en pista 6
- Kristin Wilkinson - violín en pista 6
- David Angell - violín en pista 6
- David Davidson - violín en pista 6
- Jerry Marotta - batería en pista 8

Producción
- Jack Joseph Puig - mezcla en pistas 1, 3, 4, 7, 8, 9 y 10
- Jeff Juliano - mezcla en pistas 2, 5, 6, 11, 12 y 13; ingeniería; ingeniería Pro Tools
- Scott Hull - mezcla
- John Mark Painter - arreglos de cuerdas
- Dan Fallon - arte
- Alex Fallon - arte
- Joshua Kessler - fotografía